# Copa Titano 2016-17
La Copa Titano 2016-17 fue la edición número 57 de la Copa Titano. La temporada comenzó el 13 de septiembre de 2016 y terminó el 26 de abril de 2017. Tre Penne conquistó su sexto título.

## Formato
Los quince equipos participantes fueron divididos primeramente en cuatro grupos, tres de los cuales estaban integrados por cuatro equipos y uno por tres. Los grupos compuestos por cuatro equipos jugarán dos veces bajo sistema de todos contra todos, mientras que en el compuesto por tres lo harán tres veces, totalizando seis partidos cada uno. Al término de los seis partidos, los dos primeros de cada grupo se clasificarán a los cuartos de final. Desde los cuartos de final en adelante se jugará por eliminación directa.
El campeón del torneo se clasificará para la Liga Europa de la UEFA 2017-18.

## Equipos participantes
| Fase de grupos | Fase de grupos | Fase de grupos | Fase de grupos |
| -------------- | -------------- | -------------- | -------------- |
| Cailungo       | Fiorentino     | Libertas       | Tre Fiori      |
| Cosmos         | Folgore        | Murata         | Tre Penne      |
| Domagnano      | Juvenes/Dogana | Pennarossa     | Virtus         |
| Faetano        | La Fiorita     | San Giovanni   |                |

## Fase de grupos
Actualizado el 12 de abril de 2017.

### Grupo A
| Pos. | Equipo       | PJ | PG | PE | PP | GF | GC | DG  | Pts. | Clasificado a |
| ---- | ------------ | -- | -- | -- | -- | -- | -- | --- | ---- | ------------- |
| 1    | 'Libertas'   | 6  | 4  | 2  | 0  | 12 | 2  | +10 | 14   | Fase final    |
| 2    | 'Pennarossa' | 6  | 3  | 1  | 2  | 11 | 10 | +1  | 10   | Fase final    |
| 3    | Cailungo     | 6  | 3  | 1  | 2  | 6  | 6  | 0   | 10   |               |
| 4    | Cosmos       | 6  | 0  | 0  | 6  | 3  | 14 | −11 | 0    |               |

### Grupo B
| Pos. | Equipo         | PJ | PG | PE | PP | GF | GC | DG  | Pts. | Clasificado a |
| ---- | -------------- | -- | -- | -- | -- | -- | -- | --- | ---- | ------------- |
| 1    | 'Folgore'      | 6  | 5  | 0  | 1  | 16 | 5  | +11 | 15   | Fase final    |
| 2    | 'Fiorentino'   | 6  | 3  | 1  | 2  | 9  | 7  | +2  | 10   | Fase final    |
| 3    | Domagnano      | 6  | 2  | 1  | 3  | 8  | 15 | −7  | 7    |               |
| 4    | Juvenes/Dogana | 6  | 1  | 0  | 5  | 5  | 11 | −6  | 3    |               |

### Grupo C
| Pos. | Equipo       | PJ | PG | PE | PP | GF | GC | DG  | Pts. | Clasificado a |
| ---- | ------------ | -- | -- | -- | -- | -- | -- | --- | ---- | ------------- |
| 1    | 'Tre Penne'  | 6  | 6  | 0  | 0  | 22 | 1  | +21 | 18   | Fase final    |
| 2    | 'Faetano'    | 6  | 3  | 0  | 3  | 11 | 12 | −1  | 9    | Fase final    |
| 3    | Virtus       | 6  | 2  | 0  | 4  | 6  | 12 | −6  | 6    |               |
| 4    | San Giovanni | 6  | 1  | 0  | 5  | 2  | 16 | −14 | 3    |               |

### Grupo D
| Pos. | Equipo       | PJ | PG | PE | PP | GF | GC | DG | Pts. | Clasificado a |
| ---- | ------------ | -- | -- | -- | -- | -- | -- | -- | ---- | ------------- |
| 1    | 'Tre Fiori'  | 6  | 3  | 2  | 1  | 13 | 10 | +3 | 11   | Fase final    |
| 2    | 'La Fiorita' | 6  | 3  | 1  | 2  | 16 | 11 | +5 | 10   | Fase final    |
| 3    | Murata       | 6  | 1  | 1  | 4  | 9  | 17 | −8 | 4    |               |

## Fase final
El sorteo de la fase final se realizó el 21 de marzo de 2017.

### Cuartos de final
| Local      | Resultado | Visitante  | Fecha               | Estadio                      |
| ---------- | --------- | ---------- | ------------------- | ---------------------------- |
| Tre Fiori  | 3−1       | Pennarossa | 19 de abril de 2017 | Fonte Dell'Ovo               |
| La Fiorita | 3−1       | Libertas   | 19 de abril de 2017 | Campo Sportivo di Fiorentino |
| Tre Penne  | 2−1       | Fiorentino | 20 de abril de 2017 | Fonte Dell'Ovo               |
| Faetano    | 2−1       | Folgore    | 20 de abril de 2017 | Campo Sportivo di Fiorentino |

### Semifinales
| Local      | Resultado | Visitante | Fecha       | Estadio        |
| ---------- | --------- | --------- | ----------- | -------------- |
| La Fiorita | 3-0       | Tre Fiori | 22 de abril | Fonte Dell'Ovo |
| Tre Penne  | 2-1       | Faetano   | 23 de abril | Fonte Dell'Ovo |

### Final
| Local     | Resultado | Visitante  | Fecha       | Estadio                       |
| --------- | --------- | ---------- | ----------- | ----------------------------- |
| Tre Penne | 2-0       | La Fiorita | 26 de abril | Stadio Olimpico di Serravalle |

| Tre Penne Campeón 6º título |

## Goleadores
Actualizado el 26 de abril de 2017.
| Pos. | Jugador          | Equipo     | Goles |
| ---- | ---------------- | ---------- | ----- |
| 1    | Marco Martini    | La Fiorita | 9     |
| 2    | Andrea Moreti    | Tre Penne  | 8     |
| 3    | Emanuele Vicini  | Fiorentino | 6     |
| 4    | Danilo Rinaldi   | La Fiorita | 5     |
| 5    | Enrico Antonioni | Murata     | 4     |
| 5    | Imre Badalassi   | Tre Fiori  | 4     |
| 5    | Simone Rossi     | Libertas   | 4     |
| 5    | Nicola Gai       | Tre Penne  | 4     |
| 5    | Maximo Camilli   | Tre Fiori  | 4     |